# Sachsenkriege Karls des Großen

Reiterstatuette Karls des Großen (9. Jahrhundert), heute im Louvre, eine herrschaftliche Inszenierung in Anlehnung an die Reiterstatuen antiker römischer Kaiser.

Die Sachsenkriege Karls des Großen dauerten von 772 bis etwa 804. Sie begannen im Sommer 772 mit der Zerstörung der Irminsul und einem Feldzug des fränkischen Königs Karl des Großen gegen das Volk der Sachsen und endeten 804 mit der Unterwerfung der sächsischen Nordalbingier und der Ernennung des Missionars Liudger zum ersten Bischof von Münster im Jahr 805.
Die Sachsen, die in dem Gebiet zwischen Nordsee und Harz bzw. Rhein und Eider siedelten, waren schon den Merowingern teilweise tributpflichtig gewesen, aber nie deren Untertanen. Auch hielten sie an germanischen Traditionen fest, wozu nicht nur die Religion und ein eher loser Stammesverband gehörten, sondern auch regelmäßige Raubzüge auf fränkisches Gebiet. Ob Karl zunächst nur diese Raubzüge unterbinden wollte oder von Anfang an eine Unterwerfung, Christianisierung und Eingliederung der Sachsen in das Fränkische Reich geplant hatte, ist historisch nicht gesichert.
Während durch historische Quellen, insbesondere durch die Annales regni Francorum und durch die Vita Karoli Magni Einhards, recht gut über den Verlauf der Sachsenkriege informiert wird, ist von ihnen im archäologischen Befund wenig nachzuweisen; die Spuren sind marginal, es gibt keine Anzeichen für eine Entvölkerung der Gegend, und auch die in den Quellen genannten Deportationen lassen sich archäologisch nicht nachweisen.

## Vorgeschichte
Nicht erst Karl der Große (747/748–814) führte Kriege gegen die Sachsen. In der ersten Hälfte des 8. Jahrhunderts zogen der fränkische Hausmeier Karl Martell und seine Söhne mehr als zehnmal gegen die Sachsen. Im Lauf des 7. Jahrhunderts hatten die sächsischen Falen das heutige Westfalen in Besitz genommen – zu nennen ist hier Radbod (Radboudus) –, ohne wie die Franken einen Reichsverband unter einem König zu bilden. Das fränkische Königtum legte kurz nach 700 an seinen Grenzen Großburgen an, von denen die Büraburg bei Fritzlar, ab 742 Bischofssitz, und der Christenberg bei Marburg die herausragenden sind. In gleicher Weise wurde die thüringisch-sächsische Grenze gesichert. Bereits im 7. Jahrhundert entstanden in Hessen Burganlagen, die mit der fränkischen Herrschaft in Verbindung zu bringen sind.
Die Burgen des 8. Jahrhunderts in sächsischem Besitz sind vor allem aus den fränkischen Schriftquellen bekannt, so die 743 von den Franken eroberte Hoohseoburg im sächsisch-thüringischen Grenzraum, die unter dem Befehl des Sachsen Theoderich stand. Die dauernden Streitigkeiten zwischen christlichen Franken und heidnischen Sachsen, die sich nur zögernd und mit Widerstand dem Christentum öffneten, boten schließlich den Anlass zu den großen Sachsenkriegen 772 bis 804. Auslöser für den ersten Krieg war die Plünderung und Niederbrennung der Kirche von Deventer Mitte Januar 772 durch sächsische Plünderer. Dem folgte der Reichstag zu Worms 772, auf dem der erste Feldzug vorbereitet wurde.

## Verlauf

### Zerstörung der Irminsul
Die Zerstörung der Irminsul auf dem wichtigsten Versammlungsplatz der Sachsen führte 772 zum offenen Aufstand gegen die Franken. Einige Forscher vermuten, dass die Irminsul ein hoher Baum oder Holzstamm war und als ein Sinnbild für die das Himmelsgewölbe tragende Weltsäule angesehen wurde. Das entspricht nicht der nordischen Weltesche Yggdrasil, welche als Weltenbaum, und nicht als Weltsäule, zu verstehen ist. Ein Grund für die Zerstörung der Irminsul könnte in einem religiösen Motiv gesehen werden, ähnlich der Fällung der Donareiche durch den Missionar Bonifatius. Nach anderer Vermutung war die Irminsul hauptsächlich das Wahrzeichen eines zentralen Thingplatzes der Sachsen. Ihre Zerstörung war demnach vor allem ein Angriff auf die nordgermanische „Verfassung“ der Sachsen, die ein Königtum wie bei den Franken nicht vorsah. In diesem Sinne käme die Zerstörung der Irminsul quasi einer Auflösung des sächsischen „Parlaments“ gleich. Anzunehmen ist eine Mischung beider, also religiöser wie politischer Motive.

### Fränkische Erfolge und sächsische Gegenschläge
Der fränkische Sommerfeldzug im selben Jahr war zunächst erfolgreich: Karls Heere stießen von linksrheinischen Basen aus in sächsisches Gebiet vor und eroberten unter anderem die Syburg (bei Dortmund) und die Eresburg (heute: Marsberg), wo die Irminsul gestanden haben soll, und stießen bis zur Weser vor, hinter der die sächsischen Siedlungszentren lagen (Weserfestung). Gestützt auf die ersten Erfolge führte Karl Verhandlungen mit kooperationsbereiten sächsischen Adligen und erhielt von ihnen Geiseln als Pfand. Während Karls Feldzug in Italien gegen die Langobarden setzte ein Teil der Sachsen, vor allem bäuerliche Aufgebote unter Führung Widukinds, eines westfälischen Adligen, den Widerstand fort und zerstörte und plünderte fränkische Siedlungen, Klöster und Kirchen, vornehmlich im heutigen Rheinland.
Der Feldzug Karls im Jahr 775 gegen die Sachsen führte das fränkische Heer von Düren über Syburg, Eresburg und Brunsberg bei Höxter in den ostfälischen Raum an die Oker, wo sich Hessi und andere Sachsen dem fränkischen König unterwarfen. Der Heeresrückmarsch unter Karl erfolgte über Hildesheim und Nordstemmen in den Bukkigau am Bückeberg, wo der sächsische Teilstamm der Engern dem Frankenkönig Geiseln gestellt hatte. Von dort zog Karl nach Hlitbeki (Lübbecke), um eigenen Leuten militärisch beizustehen.
Im Jahr 777, das unblutig verlaufen sein soll, fand erstmals eine fränkische Reichsversammlung auf sächsischem Boden statt, und zwar in der neu gegründeten Karlsburg, der späteren Pfalz Paderborn. Sie sollte die Bekehrung der Sachsen vorantreiben, für die unter anderem angelsächsische Missionare aus England eingesetzt wurden., z. B. aus den Abteien Hersfeld und Fulda. Karl der Große strebte an, wie in anderen eroberten Gebieten, die Kirche mit ihren Niederlassungen (Klöstern), ihren Bildungseinrichtungen und ihrer administrativen Tradition (Buchführung) als Verwaltungsinstrument in Sachsen zu nutzen.

### Verschärfte Auseinandersetzung
Die nach Karls Ansicht treubrüchigen Sachsen ordneten sich neu und überfielen wiederholt chattische Orte und Festungen im heutigen Hessen. Angeführt von ihrem Herzog, dem westfälischen Adeligen Widukind, stellten sich die Sachsen im Gegensatz zu früheren, eher schlecht organisierten Eroberungszügen, nun in offenen Feldschlachten. Nachdem sie die rechte Rheinseite zwischen Deutz und Lahnmündung verwüstet und danach das Kloster Fulda bedroht hatten, wurden die Sachsen in der Schlacht bei Laisa und Battenfeld 778 von einem fränkischen Heer vernichtend geschlagen. 782 wurde das Land der Sachsen auf dem Reichstag zu Lippspringe in fränkische Grafschaften aufgeteilt. Außerdem ließ Karl Abgaben eintreiben, heidnische Bräuche unterdrücken und Zwangsbekehrungen zum Christentum vornehmen, was zur neuerlichen Empörung eines Teils der Sachsen, vor allem aus bäuerlichen Schichten, führte – während der Adel teils auf Seiten der Franken stand. In der Schlacht am Süntel vernichtete Widukind am Süntelgebirge im Jahre 782 ein fränkisches Heer, während Karl sich auf einem Feldzug gegen die Sorben befand.
Karl soll auf die hartnäckigen Aufstände der Sachsen mit brutaler Repression geantwortet haben, unter anderem mit dem berüchtigten Blutgericht von Verden noch im selben Jahr (siehe auch Verden (Aller)), bei dem angeblich tausende Sachsen enthauptet wurden. In Analogie zum Blutgericht zu Cannstatt durch seinen Onkel Karlmann, bei dem die gesamte alemannische Führungsschicht ausgelöscht worden ist, scheint diese Vorgehensweise durchaus wahrscheinlich. Die in den Quellen genannte Zahl von 4500 Opfern wird in der Forschung als Übertreibung dargestellt. Archäologische Spuren eines derartigen Massakers sind bislang nicht aufgefunden worden. Einige Forscher gehen auch davon aus, dass das Ereignis möglicherweise durch einen Schreibfehler entstanden sei, bei dem aus delocabat („siedelte um“) ein decollabat („enthauptete“) geworden sein soll. Dem widerspricht die Interpretation, dass sich decollabat auf 4500 sächsische Edle beziehe, die sich ihm als Geiseln überantwortet hatten, es sich also um keine „Umsiedlung“ gehandelt hat. Widukind war zuvor nach Dänemark entkommen.
Karl erließ zudem ein Sondergesetz (Capitulatio de partibus Saxoniae), das die Missachtung der christlichen Reichsordnung – u. a. Verunglimpfung eines Priesters oder einer Kirche, die bei den Heiden übliche Feuerbestattung oder das Essen von Fleisch an Fastentagen – mit der Todesstrafe bedrohte. Gezielt sollen von Karl auch Deportationen als Mittel der Unterwerfung und Befriedung eingesetzt worden sein. Sogar in der engsten Umgebung Karls stieß diese Rigorosität auf Vorbehalte: Abt Alkuin – angelsächsischer Gelehrter, ab 796 Abt des Klosters Saint-Martin de Tours und Vertrauter des Frankenkönigs – mahnte in einem Brief Zurückhaltung an: Gemäß den Lehren der Heiligen Schrift und der Kirchenväter solle man das Wort Gottes mit Predigten und nicht mit dem Schwert verbreiten. Karls Brutalität und Kompromisslosigkeit trugen ihm den Beinamen Sachsenschlächter ein.
In Detmold und in der Schlacht an der Hase kam es im Sommer 783 zu Gefechten, bei denen sich sächsische Frauen barbrüstig auf die überrumpelten Franken gestürzt haben sollen. Fastrada, Tochter des Grafen Radulf, die nach dem Tod von dessen Gattin Hildegard 783 Karls neue Gemahlin wurde, soll sich der Überlieferung zufolge darauf ebenso barbrüstig in die Schlacht geworfen haben.

### Einlenken Widukinds
Trotz ihrer kämpferischen Einstellung gerieten die Sachsen in der Folge immer mehr in Bedrängnis. Die Wende trat erst ein, als Widukind sich 785 (vermutlich in der Königspfalz Attigny) taufen ließ und den Treueeid auf Karl, der als Taufpate fungierte, leistete. Neben Attigny werden noch elf weitere Tauforte Widukinds in späteren Quellen genannt, so etwa die Hohensyburg, Paderborn und Worms.
Während die Franken das sächsische Stammesgebiet eingliederten, erreichten sie an der Elbe slawisches Siedlungsgebiet und wurden in die Auseinandersetzungen zwischen Dänen, nordelbischen Sachsen und Slawen in Ostholstein einbezogen. 789 errichteten die Franken gegen die slawischen Wilzen zwei Burgen aus Holz und Erde an Brücken über die Elbe. Dass es sich dabei schon um das Höhbeck-Kastell handelt, wird vermutet, lässt sich aber nicht eindeutig belegen.

### Letzter Sachsenaufstand
792 kam es als Reaktion auf eine Zwangsaushebung (Rekrutierungen für die Awarenkriege) zur letzten größeren Erhebung gegen die Franken. Karl reagierte mit Zwangsdeportationen und vergab dafür sächsisches Land an Franken und seine abodritischen Verbündeten (Wagrien, Plön/Ostholstein). Die Verbannungsorte der Sachsen lassen sich noch heute an Ortsnamen erkennen, wie etwa Sachsenhausen. Ein Großteil der Sachsen unterwarf sich nun, doch noch bis 804 (Kriegszug der Franken nach Nordelbien) kam es immer wieder zu Unruhen.
Karl setzte neben den Repressionen auch auf die Versöhnung zwischen Franken und Sachsen: Sowohl auf einer Synode in Bayern 796 als auch von seinem wichtigsten Berater Alkuin war er darüber belehrt worden, dass die Bekehrung nicht Menschenwerk, sondern Werk Gottes sei. Die Kirche stand den Massentaufen skeptisch gegenüber und betonte, dass der Taufe Unterweisung voranzugehen habe. Ebenso wurden Karls Umsiedlungspolitik sowie die Besteuerung der Sachsen kritisiert. Die Mahnungen blieben nicht folgenlos: 797 wurden mit dem Capitulare Saxonicum die Sondergesetze gelockert. 802 wurde das sächsische Volksrecht (Lex Saxonum) festgeschrieben. Freilich wurde dabei alles aus dem alten Brauchtum weggelassen, was der Christianisierung entgegengestanden hatte. Die Schaffung einer umfassenden kirchlichen Infrastruktur (Gründung von Bistümern in Paderborn (vgl. Erzbistum Paderborn), Münster, Bremen, Minden (vgl. Hochstift Minden), Verden und Osnabrück) sicherte nach und nach die zunächst mit großer Grausamkeit über 30 Jahre hinweg durchgesetzte Einverleibung Sachsens in das fränkische Reich und die Christianisierung des sächsischen Volkes. Für Nordwestdeutschland gilt diese Phase des 9. Jahrhunderts, die ihren Abschluss 804/05 fand, als die größte gewaltsame Umwälzung in der Geschichte. Der Stellinga-Aufstand stellte ein letztes Nachspiel dar.
Mit den Sachsenkriegen war die Völkerwanderungszeit im Nordwesten des Reiches endgültig zu Ende. Der Krieg gegen die Sachsen sei der schwerste gewesen, den das fränkische Volk geführt habe, urteilt Karls Biograph Einhard. Im 10. Jahrhundert, nach zwei Jahrhunderten Einbindung ins Frankenreich, stellten die Sachsen mit der Dynastie der Ottonen die Könige im ostfränkischen Reich, die seit 962 (Otto I.) auch Kaiser des durch Karl den Großen erneuerten westlichen Kaiserreiches – eines christlichen Imperiums in der Nachfolge des weströmischen Reiches – waren.

## Folgen der Sachsenkriege

### Umsiedlung von Sachsen und Franken
In Folge der Sachsenkriege Karls des Großen (772–804), kam es 794, 804 und 808 zur Umsiedlung von Teilstämmen der Sachsen ins Innere des Frankenreiches und der Verpflanzung fränkischer Siedler ins nördliche Sachsenland bis zur Elbe.
Wie den Reichsannalen zu entnehmen ist, erfolgte die Ansiedlung der Sachsen verteilt über das Land. Bei Thomas Ertl heißt es: „Im Kontext dieser Zwistigkeiten lässt sich der Bericht der Reichsannalen über die Zwangsumsiedlung der Sachsen im Jahr 804 gut einfügen. Denn nun handelte Karl der Große offiziell in der Tradition seines byzantinischen Gegenspielers und ordnete als Kaiser eine Zwangsumsiedlung der Sachsen an. So fand diese Praxis, die die Franken gleichsam »inoffiziell« schon seit 794 übten, schließlich Eingang in die offiziösen Reichsannalen. Und auch Einhard, der Biograph Karls des Großen, berichtet, der Sachsenkrieg habe sein Ende genommen, als »er [der Kaiser] alle, die ihm Widerstand geleistet hatten, besiegt und unterjocht hatte, zehntausend Mann mit Weib und Kind, von ihren Wohnsitzen auf beiden Ufern der Elbe wegholte und sie da und dort in Germanien und Gallien in vielen Abteilungen ansiedelte«“ (Einhard, Vita Karoli 7, S. 10).

## Rezeption
Die Sachsenkriege haben Karl dem Großen schon in der frühmittelalterlichen volkstümlichen Legendenbildung (im Unterschied zur offiziellen, kirchlichen und obrigkeitlichen Geschichtsschreibung) eine düstere Rolle eingetragen (z. B. Widukind-Legende). Der fränkische Gelehrte Einhard nennt diesen Krieg „den langwierigsten, grausamsten und für das Frankenvolk anstrengendsten“.
Diese Beurteilung war besonders stark verbreitet in neu-völkischen Kreisen ab dem Ersten Weltkrieg und in den 1920er und 1930er Jahren; so waren führende Vertreter der Nationalsozialisten wie Heinrich Himmler Verehrer des Sachsenherzogs Widukind und seines vermeintlichen Kampfes zur Erhaltung der nordischen, heidnischen Kultur gegen das „welsche“ Christentum der Franken, was sich unter anderem an der Aufstellung eines Denkmals für die ermordeten Sachsen in Verden (Aller) zeigt.
Unter dem Einfluss von Adolf Hitler selbst wurde etwa ab der Mitte der 1930er Jahre Karl auch wieder als Lichtgestalt gezeichnet. Hitler selbst soll Karl bei einem seiner Tischgespräche im Führerhauptquartier am 4. Februar 1942 als „einen der größten Menschen der Weltgeschichte“ gerühmt haben, weil er es fertiggebracht habe, „die deutschen Querschädel zueinander zu bringen“. Am 31. März 1942 führte Hitler aus, dass er den Chef-Ideologen der NSDAP Alfred Rosenberg davor gewarnt habe, „einen Heroen wie Karl den Großen als Karl den Sachsenschlächter zu bezeichnen“.